# Concili d'Arle del 813
El concili d'Arle del 813 fou una reunió de bisbes que va tenir lloc l'any 813 presidit pels arquebisbes Nebridi de Narbona i Joan II d'Arle, però en la seva condició de missi dominici eclesiàstics del rei (no es coneixen els seus dos col·legues seculars), en el qual es va tractar la reforma del clergat i el manteniment de la disciplina eclesiàstica, seguint les ordes de Carlemany adoptades en l'assemblea general d'Aquisgrà poc abans. Els acords d'Aquisgrà van ser ratificats per aquest concili i per altres a Magúncia, Tours, Reims i Châlons-sur-Saône; al seu torn els decrets i cànons d'aquests concilis havien de ser confirmades per una segona assemblea general a Aqusgrà.
El concili que va reunir els bisbes de Septimània i Provença va tenir lloc el dia 10 de maig del 813. Al mateix temps un concili de bisbes d'Aquitània i Gascunya es va celebrar a Tours.
Els acords foren ratificats en l'assemblea general o dieta d'Aquisgra del setembre del mateix any.